# Jefferson North Assembly
Jefferson North Assembly (JNAP) is een autoassemblagefabriek van Chrysler in de binnenstad van Detroit (Michigan) in de Verenigde Staten.
De bouw van de nieuwe fabriek werd eind 1990 aangevangen na afbraak van de oude fabriek. De investering bedroeg $1,6 miljard. In oktober 1991 werd een eerste voorserie van de Jeep Grand Cherokee gebouwd. In januari 1992 begon de serieproductie. Sindsdien werden er drie generaties van de Grand Cherokee geassembleerd. Voor de markten buiten Noord-Amerika wordt de Grand Cherokee sinds 1994 onder contract gebouwd bij Magna Steyr in Oostenrijk. In juli 1999 werd de fabriek uitgebreid met een investering van $750 miljoen. Tijdens die werken lag de productie stil. In juli 2005 kwam ook de productie van de Jeep Commander naar Jefferson North, in december 2010 gevolgd door de Dodge Durango.

## Gebouwde modellen
|  | Jeep Grand Cherokee | januari 1992+  |
|  | Jeep Commander      | juli 2005-2010 |
|  | Dodge Durango       | december 2010+ |